# Averlak
Averlak település Németországban, Schleswig-Holstein tartományban. Lakosainak száma 587 fő (2023. december 31.).

## Népesség
A település népességének változása:
| Lakosok száma | 643  | 615  | 566  | 557  | 558  | 570  | 587  |
|               | 1975 | 2014 | 2017 | 2019 | 2021 | 2022 | 2023 |